# Que le meilleur l'emporte
Pour les articles homonymes, voir The Best Man.
Pour plus de détails, voir Fiche technique et Distribution.
Que le meilleur l'emporte (The Best Man) est un film américain réalisé par Franklin J. Schaffner, sorti en 1964.

## Synopsis
Coups bas lors d'une course électorale entre un candidat intègre et un parvenu prêt à tout.
Alors que leurs séides tentent par tous les moyens de trouver de quoi déstabiliser leur adversaire, ceux-ci s'affrontent dans une lutte sans merci.

## Fiche technique
- Titre : Que le meilleur l'emporte
- Titre original : The Best Man
- Réalisation : Franklin J. Schaffner
- Scénario : Gore Vidal d'après sa pièce de théâtre
- Production : Stuart Millar et Lawrence Turman
- Musique : Mort Lindsey
- Photographie : Haskell Wexler
- Montage : Robert Swink
- Pays de production : États-Unis
- Format : Noir et blanc - 1,66:1 - Mono
- Genre : Comédie dramatique
- Durée : 102 minutes
- Date de sortie : 5 avril 1964 (USA)

## Distribution
- Henry Fonda (VF : Jacques Beauchey) : William Russell
- Cliff Robertson (VF : Jean-Pierre Duclos) : Joe Cantwell
- Edie Adams : Mabel Cantwell
- Margaret Leighton : Alice Russell
- Shelley Berman : Sheldon Bascomb
- Lee Tracy (VF : Robert Dalban) : President Art Hockstader
- Ann Sothern (VF : Lita Recio) : Sue Ellen Gamadge
- Gene Raymond (VF : Jean Martinelli) : Don Cantwell
- Kevin McCarthy (VF : Jean-Claude Michel) : Dick Jensen
- Mahalia Jackson : Elle-même
- Howard K. Smith : Lui-même
- John Henry Faulk (VF : Duncan Elliott) : Gov. T.T. Claypoole
- Richard Arlen : Sen. Oscar Anderson
- George Furth : Tom
- William Henry (non-crédité) : un journaliste

## Production
Ronald Reagan est tout d'abord envisagé pour être la vedette du film. Toutefois, aussi ironique que cela puisse paraître rétrospectivement, les producteurs estiment qu'il manque de « stature présidentielle » et décident de lui trouver un remplaçant.